# Triaenobunus armstrongi
Triaenobunus armstrongi is een hooiwagen uit de familie Triaenonychidae.